# بخش روداب (سبزوار)

موقعیت در شهرستان

بخش رودآب یکی از بخش‌های شهرستان سبزوار در غرب استان خراسان رضوی ایران است. این بخش از شمال با شهرستان داورزن و بخش مرکزی شهرستان سبزوار، از شرق با شهرستان ششتمد، از جنوب با بخش انابد شهرستان بردسکن و از غرب با بخش بیارجمند شهرستان شاهرود در استان سمنان همسایه است.
بخش رودآب منطقه‌ای بادخیز و کویری است و دارای تپه‌های ماسه‌ای روان می‌باشد. در این بخش جمعیتی از عشایر کوچ‌رو نیز زندگی می‌کنند.

## تقسیمات کشوری
بخش رودآب بر اساس مصوبهٔ هیئت وزیران در جلسهٔ ۲۱ تیر ۱۳۶۸ تأسیس شد. در حال حاضر، بخش رودآب به مرکزیت رودآب دارای سه دهستان و یک شهر است:
- دهستان خواشد
- دهستان فروغن
- دهستان کوه همائی

شهرها: رودآب

## جمعیت
بنابر سرشماری مرکز آمار ایران، جمعیت بخش رودآب شهرستان سبزوار در سال ۱۳۸۵ برابر با ۲۳۶۸۸ نفر بوده‌است. جمعیت بخش رودآب در سال ۱۳۹۰ به ۲۵۶۷۴ نفر افزایش یافته‌است.